# 顔寧
顔 寧（がん ねい、1977年11月21日 - ）は、中華人民共和国の生物学者。

## 経歴
山東省泰安専区章丘県（現在は済南市に属す）博平村で生まれる。1996年清華大学生物科学・技術系に入学した。2000年を卒業。2004年、プリンストン大学分子生物学系にて博士号を取得。指導教官は施一公。2005年、同大学に博士研究員として入室。2007年、清華大学医学院教授・博士生導師に就任。
2017年5月7日、アメリカ合衆国に渡り、プリンストン大学分子生物学系教授に就任。同年5月、清華大学兼職教授を務めた。

## 受賞歴
- 2011年 - 貝時璋青年生物物理学家賞
- 2012年 - 第9回中国青年女科学家賞
- 2012年 - 談家楨生命科学創新賞
- 2019年 - ワイツマン科学研究所ワイツマン女性科学賞[1]
- 2024年 - ロレアル-ユネスコ女性科学賞

## 科学アカデミー会員
- 2019年 - 米国科学アカデミー外国人会員[2]
- 2021年 - アメリカ芸術科学アカデミー外籍院士[3]